# 22450 Нове Гради
22450 Нове Гради (22450 Nové Hrady) — астероїд головного поясу, відкритий 3 листопада 1996 року.
Тіссеранів параметр щодо Юпітера — 3,337.